# Flavien Belson
Pour les articles homonymes, voir Belson.
Flavien Belson Bengaber est un footballeur français né le 22 février 1987 à Sainte-Adresse, en Seine-Maritime. 
Il évolue au poste de milieu de terrain.

## Biographie
Il est d'ascendance guadeloupéenne et camerounaise. 
International des moins de 17 ans, il totalise neuf sélections et un but marqué en équipe de France U-17.
Il joue dix matchs en Ligue 1 avec le club de Metz.

## Carrière
- École de football :  Noisiel FC
- Formation jeune :  SCM Châtillon
- Formation :  FC Montrouge 92
- 2001-2008 :  FC Metz
- 2008-2009 :  MK Dons
- Janv. 2010-2010 :  AS Cannes
- Janv. 2011- :  SU Dives[1]